# Carolina Hurricanes
A Carolina Hurricanes Észak-Karolina állam Raleigh városának profi jégkorongcsapata, mely az NHL Keleti Főcsoportjában játszik a Világvárosi divízióban. Hazai mérkőzéseiknek a PNC Arena ad helyet.
A klubot 1971-ben alapították a WHA-ban New England Whalers néven, majd 1979-ben az NHL-hez csatlakoztak Hartford Whalers néven. Első Stanley-kupájukat a 2006-ban nyerték az Edmonton Oilers előtt.

## Klubrekordok
Pályafutási rekordok (csak a Hurricanes-szel ill. Whalers-szel)
- Legtöbb gól: 382, Ron Francis
- Legtöbb gólpassz: 793, Ron Francis
- Legtöbb pont: 1175, Ron Francis

Szezonrekordok
- Legtöbb gól: 56, Blaine Stoughton (1979–1980)
- Legtöbb gólpassz: 69, Ron Francis (1989–1990)
- Legtöbb pont: 105, Mike Rogers (1979–1980 és 1980–1981)
- Legtöbb pont (hátvéd): 80, Mark Howe (1979–1980)
- Legtöbb pont (újonc): 72, Sylvain Turgeon (1983–1984)
- Legtöbb kiállitásperc: 358, Torrie Robertson (1985–1986)

Kapusrekordok – szezon
- Legtöbb shutout: 6, Arturs Irbe (1998–1999 és 2000–2001); Kevin Weekes (2003–2004); Cam Ward (2008–2009)
- Legtöbb győzelem: 39, Cam Ward (2008–2009)

## Visszavonultatott mezszámok
- 2 Glen Wesley – visszavonva: 2009
- 3 Steve Chiasson – visszavonva: 1999
- 9 Gordie Howe – visszavonva:
- 10 Ron Francis – visszavonva: 2006
- 17 Rod Brind'Amour – visszavonva: 2011

## Jelenlegi keret
2020. december 6.

### Csatárok
- 20  Sebastian Aho
- 18  Ryan Dzingel
- 71  Jesper Fast
- 13  Warren Foegele
- 43  Morgan Geekie
- 48  Jordan Martinook (Alternatív Kapitány)
- 23  Brock McGinn
- 88  Martin Necas
- 21  Nino Niederreiter
- 11  Jordan Staal (Kapitány)
- 37  Andrej Szvecsnyikov
- 86  Teuvo Teravainen
- 16  Vincent Trocheck

### Hátvédek
- 51  Jake Gardiner
- 19  Dougie Hamilton
- 76  Brady Skjei
- 74  Jacob Slavin (Alternatív Kapitány)
- 4  Haydn Fleury
- 22  Brett Pesce
- Joakim Ryan

### Kapusok
- 34  Petr Mrázek
- 39  Alex Nedeljkovic
- 47  James Reimer